# Paula (novela)
Paula es la séptima obra de la escritora chilena Isabel Allende, publicada en 1994. Una obra sorprendente que hará que te identifiques con el dolor de una madre y sentimientos de la mujer.

## Reseña
Una novela que comienza como una carta a su hija, Paula, quien en diciembre del año 1991 entró en coma y estuvo internada en un hospital de Madrid.
En ese hospital, sería cuando la autora comenzaría las primeras líneas de su historia, desde los padres de sus padres, su infancia, sus dudas y romances, sus vivencias y anécdotas de lo más inverosímiles, familiares y personales.
Un desahogo ante la tragedia, una comunicación de una madre desesperada al principio, y resignada al final.
A lo largo de la novela, y entre la historia del golpe militar, y los viajes de la familia,
se logra percibir cómo la autora poco a poco acepta que su hija ya no está en aquel cuerpo dormido.

## Síntesis

### Argumento
Esta es una novela autobiográfica en la cual Isabel Allende fue impulsada por la enfermedad de su hija, Paula Frías Allende, postrada en una cama de hospital; así se desahoga recopilando una serie de hechos recordados en su momento. La autora ha tenido una infancia muy dura, una adolescencia llena de pasión y ahora vive feliz siendo una mujer fuerte a causa de sus vivencias.
La estructura interna se divide en diferentes partes en las que se habla de la enfermedad de Paula (la porfiria), el viaje a Europa, el matrimonio de sus padres, y explica cómo son ellos y los diferentes personajes que van apareciendo en la novela.

### Tema
La obra muestra la voluntad que ejerce la autora para establecer un contacto con su hija Paula, de 28 años, enferma de porfiria que tras un accidente entra en estado de coma. La historia tiene lugar en el día de la admisión de Paula a un hospital de Madrid, la ciudad donde vivía con su esposo Ernesto, el 6 de diciembre de 1991 y hasta su muerte, se produjeron exactamente un año más tarde, 6 de diciembre de 1992 en la casa Allende, en San Francisco. Su madre está al lado todo el tiempo, durante la hospitalización en la capital española, permaneciendo en un motel de miserable, donde, en la noche, escribió la novela. El destino de Paula, sin embargo, empeora cada vez más, y su estancia en el hospital se convierte en inútil, por lo que se transfiere a la casa de Allende, en San Francisco, donde puede estar rodeada de amigos y familiares queridos.

### Personajes
Hay muchos personajes en la novela, puesto que Isabel Allende cuenta muchas experiencias que va recordando sin una estructura lineal. La protagonista en el libro, como en muchos otros relatos escritos por ella, es la autora misma. Isabel y Agustín, abuelos de Isabel, su madre, la figura de su padre y tantos otros dentro y fuera su familia que fueron cercanos a su formación e historia personal constituyen los personajes de la novela. El eje lógicamente está en su hija Paula a quien van dirigidos todas estas memorias.

### Tiempo
La novela se sitúa en el marco político social del siglo XX. Siendo el hecho histórico más importante del relato el gobierno de Salvador Allende y el posterior golpe militar de 1973.
El libro está lleno de saltos bruscos en el tiempo y abundan los flashbacks con una narración no lineal, la cual despista al lector medio atento y hace perder al lector cansado. 
La relación acontecimientos/tiempo transcurrido es muy rápida.

## Adaptaciones
El canal de televisión chileno Mega está trabajando en una serie biográfica de 3 capítulos sobre Isabel Allende, basado en su novela Paula, protagonizada por Daniela Ramírez y Nestor Cantillana, se espera su estreno durante el año 2020.